# Ernst Schoug
Ernst Hjalmar Teodor Schoug, född 2 mars 1838 i Skara, död 16 april 1930 i Malmö, var en svensk veterinär.
Ernst Schoug var son till borgmästaren Johan Nikolaus Schoug. Efter genomgång av Skara gymnasium blev Schoug 1857 elev vid Veterinärinrättningen i Skara och 1855 vid Veterinärinrättningen i Stockholm, där han avlade veterinärexamen 1861. Han antogs 1861 till veterinär i Medelstads härad i Blekinge län, utnämndes 1863 till länsveterinär i Gotlands län och förordnades tillika till lärare i husdjursskötsel vid Gotlands läns lantbruksskola. 1882 transporterades han som länsveterinär till Malmöhus läns samt blev i Malmö samma år stadsveterinär, 1883 karantänsveterinär och 1907 exportbesiktningsveterinär. Som länsveterinär och stadsveterinär erhöll han avsked 1905, och från sina övriga tjänster avgick han 1911. Under sin gotlandstid var Schoug skattmästare i Gotlands läns hushållningssällskap, ledamot av sällskapets förvaltningsutskott samt dess representant vid åtskilliga lantbruksmöten, som i Kristiania 1877 och i Åbo 1881. På hans initiativ stiftades Gotlands djurskyddsförening 1875, och han var 1891 en av grundarna av Skånska veterinärföreningen samt ordförande där till 1907. Han var därjämte ordförande i Svenska länsveterinärföreningen från dess stiftande 1894 till 1911 samt i Svenska veterinärläkareföreningen 1895–1897. Schoug ivrade kraftig för veterinärorganisationens utbyggande och lade ned ett betydande arbete på att väcka befolkningens förtroende för veterinärerna. han utgav flera för lantmän avsedda handledningar rörande husdjursskötseln (flera översatta till finska) och publicerade uppsatser i fackpressen. På äldre dagar ägnade han sig särskilt åt veterinärhistorisk forskning, vilket resulterade i flera uppmärksammade skrifter. Främst märks de båda grundläggande arbetena Öfversigt af svenska veterinärväsendets historia (1899) och Två veterinärhistoriska studier (1910, om Carl von Linné och veterinärvetenskapen samt om Peter Hernquist och Sven Adolf Norling). I sin skrift 50 år som veterinär (1917, supplement 1919) gjorde han en resumé över det svenska veterinärväsendets utveckling från 1860. Han erhöll Illis quorum 1910.